# Aleksandra Sosnowska
Aleksandra Sosnowska (ur. 25 stycznia 1986) – polska piłkarka, grająca na środku defensywy. Obecnie występuje w RTP Unii Racibórz, z którą w sezonie 2009/10 zdobyła mistrzostwo Polski. Ma za sobą także występy w kadrze narodowej oraz reprezentacjach juniorskich. Jest absolwentką studiów o kierunku Wychowanie Fizyczne.